# Кувајтски динар
Кувајтски динар (арапски: دينار كويتي) је званична валута у Кувајту. Међународни код је KWD. Симбол за динар је K.D. или د.ك. Динар издаје Централна банка Кувајта. У 2006. години инфлација је износила 3%. Један динар састоји се од 1000 филса.
Уведен је 1961. као замена за заливски рупи. У почетку је курсно био везан за британску фунту. Током ирачке окупације 1990. валута је постала ирачки динар. Кувајтски динар је враћен у употребу по ослобођењу.
Постоје новчанице у износима ¼, ½, 1, 5, 10 и 20 динара и кованице 5, 10, 20, 50 и 100 филса.